# Lorenzo Lippi

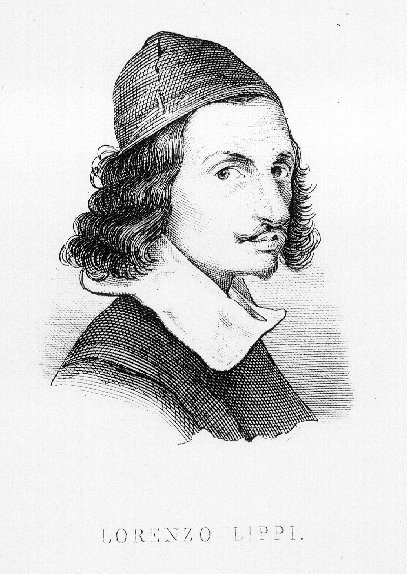
Lorenzo Lippi

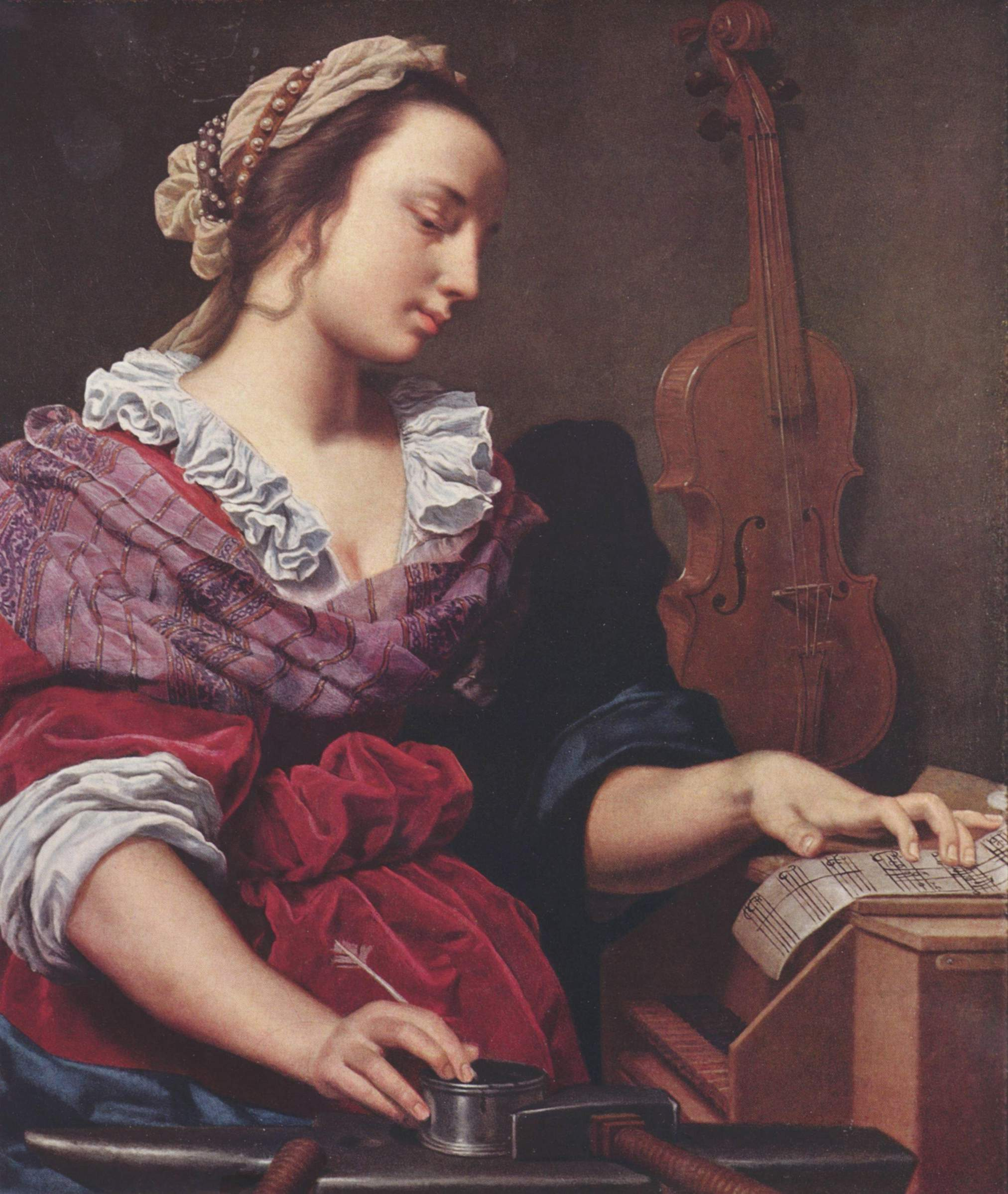
Alegoría de la Música

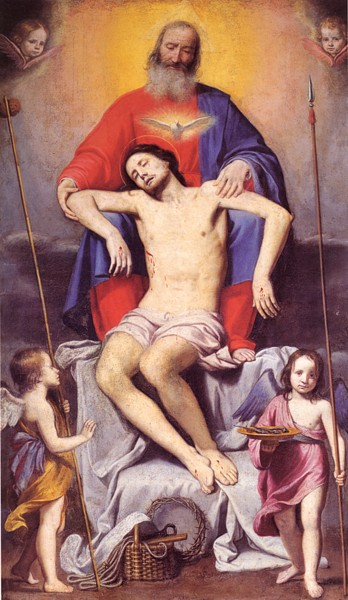
Santísima Trinidad

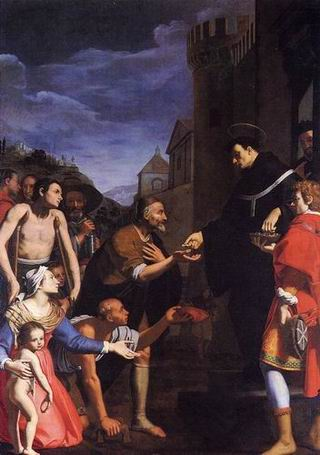
Limosna de Santo Tomás, Sant'Agostino, Prato.

Lorenzo Lippi (Florencia, 3 de mayo de 1606 - 15 de abril de 1664) fue un pintor y poeta florentino, activo durante el Barroco.

## Biografía
Comenzó su aprendizaje como pintor con Matteo Rosselli. La influencia de su maestro, así como la de artistas como Santi di Tito, es evidente en sus trabajos, caracterizados por su gusto, delicadeza y búsqueda del naturalismo. Parece que colaboró durante bastantes años con su maestro Rosselli, y aunque ya en 1630 ingresó en la Accademia del Dissegno, no parece que fundara taller propio hasta 1634.
Después de casarse con la hija del rico escultor Giovanni Francesco Susini, Lippi dejó Florencia y marchó a Innsbruck como pintor cortesano. Allí realizó excelentes retratos.
En Innsbruck, escribió su poema satírico Malmantile Racquistato, que fue publicado bajo el seudónimo de Perlone Zipoli. Este romance burlesco está compuesto a partir de diversos cuentos populares; su trama principal trata de la expedición para recuperar una fortaleza y su territorio perdidos por una reina a manos de una usurpadora. Tiene mucho de la gracia del dialecto florentino y todavía hoy se estudia en las escuelas toscanas como texto de referencia. Fue publicado póstumamente en 1688. Lippi es recordado hoy en día más como escritor que como pintor.
Como prueba del carácter orgulloso del artista, se cuenta la anécdota de su viaje a Parma, donde se negó a ver las obras que de Correggio allí se conservan, aduciendo que no tenía nada que aprender del artista parmesano.
Sus trabajos más recordados son una Crucifixión en los Uffizi, y un Triunfo de David realizado para el salón de Angiolo Galli.
El estilo de Lippi tenía afición por lo descriptivo, teñido de un patetismo que se moderó al final de su carrera. Entonces su arte se hizo más sobrio, con un inteligente uso de la luz. Sus obras tardías están imbuidas de una profunda espiritualidad muy lejana al espíritu barroco imperante. Ahora es más evidente que nunca la admiración que Lippi siempre sintió hacia los grandes maestros florentinos del primer manierismo, artistas como Andrea del Sarto o Fra Bartolomeo.
Lorenzo Lippi falleció en su ciudad natal a causa de una pleuresía en 1664. Dejó como discípulo a Bartolomeo Bimbi. Filippo Baldinucci compuso su biografía.
No guarda relación alguna con los dos pintores florentinos del Renacimiento, Filippo Lippi y su hijo Filippino Lippi.

## Obras destacadas
- Retrato de Victoria della Rovere niña (1626-1628, Kunsthistorisches Museum, Viena)
- Apostolado de Vaglia (1628, San Pietro, Vaglia)
  - Cristo bendiciendo
  - Santiago
  - San Mateo
  - San Juan Evangelista
- Virgen con el Niño y San Francisco (1629, San Salvatore di Camaldoli, Florencia)
- Sansón y Dalila (1632, Nationalmuseum, Estocolmo)
- Virgen en la gloria con santos (1634, San Michele, Ronta)
- Los Tres muchachos conducidos al horno (1635, Palazzo Pitti, Florencia)
- Cena de Herodes (Uffizi, Florencia)
- Frescos de la bóveda del Oratori dei Vanchetoni (1639-40, Florencia)
- Jacob y Raquel en el pozo (1640-45, Palazzo Pitti, Florencia)
- Triunfo de David (1640-45, Uffizi, Corredor Vasariano, Florencia)
- Asunción de la Virgen (1641, Palazzo Pitti, Florencia)
- Martirio de Santiago el Mayor (1641, Santa Maria del Carmine, Florencia)
- Frescos de la Capìlla Ardinghelli (San Gaetano, Florencia)
  - Coronación de la Virgen (1642)
  - Angeles (1642-1644)
- Esaú vende su primogenitura a Jacob (1642-1644, Seminario Maggiore, Florencia)
- Cristo y la samaritana (1644, Kunsthistorisches Museum, Viena)
- Jacob y Raquel en el pozo (1645-1649, Colección Bardi Serzelli, Florencia)
- Triunfo de David (1645-1649, Palazzo Pitti, Florencia)
- Retrato de Claudia de Médicis como Santa Cristina de Bolsena (1646-1648, Kunsthistorisches Museum, Viena)
- Lot y sus hijas (1645-1655, Uffizi, Corredor Vasariano, Florencia)
- Encuentro de Rebeca e Isaac (Palazzo Pitti, Florencia)
- Ammon y Tamar (Palazzo Montecitorio, Roma)
- Crucifixión (1647, Museo di San Marco, Florencia)
- Alegoría de la Música (1648-1650, Colección Busiri Vici, Roma)
- Retrato de la archiduquesa María Leopoldina (1649, Kunsthistorisches Museum, Viena)
- San Cosme (1650-1659, New Orleans Museum of Art)
- Autorretrato (1650-60, Uffizi, Florencia)
- Virgen del Rosario con Santo Domingo, Santa Catalina de Siena y ángeles (1652, Santi Domenico e Michele Arcangelo, Foiano della Chiana)
- Herminia entre los pastores (1655, Colección Rospigliosi, Pistoia)
- San Francisco en oración (1660, Museo del Louvre, París)
- Limosna de Santo Tomás (Sant'Agostino, Prato)